# Lophophanes
Lophophanes er en slægt af fugle i familien mejser med to arter, der findes i henholdsvis Europa og Sydasien. Topmejsen (Lophophanes cristatus) er almindelig i Danmark vest for Storebælt.

## Arter
- Topmejse, Lophophanes cristatus
- Gråstrubet topmejse, Lophophanes dichrous